# Saitō Hajime
Saitō Hajime (斎藤 一?; Edo, 18 febbraio 1844 – Tokyo, 28 settembre 1915) è stato un militare giapponese, ed un samurai del tardo periodo Edo.
Fu conosciuto in particolare per essere stato il capitano del terzo battaglione degli Shinsengumi. Fu uno dei pochi membri a sopravvivere alle numerose guerre del periodo Bakumatsu.

## Apparizioni nei media
Oggi è particolarmente conosciuto il suo alter ego creato da Nobuhiro Watsuki per il manga Kenshin Samurai vagabondo, anch'esso chiamato Saitō Hajime.
Anche in Peace Maker Kurogane, un'opera che tratta le vicende della fine dello Shogunato, compare il personaggio di Hajime Saito. Lo si trova anche nell'anime Hakuouki chiamato sempre Hajime Saitō.
Un Saito Hajime appare anche nel gioco di Rise of the Ronin.